# Maira pseudoindiana
Maira pseudoindiana är en tvåvingeart som beskrevs av Joseph och Parui 1995. Maira pseudoindiana ingår i släktet Maira och familjen rovflugor.
Artens utbredningsområde är Kerala (Indien). Inga underarter finns listade i Catalogue of Life.